# Парквил (Мисури)
Парквил (енгл. Parkville) град је у америчкој савезној држави Мисури.

## Демографија
По попису из 2010. године број становника је 5.554, што је 1.495 (36,8%) становника више него 2000. године.
| Група             | 2000.         | 2010.         |
| Белци             | 3.610 (88,9%) | 4.814 (86,7%) |
| Афроамериканци    | 191 (4,7%)    | 220 (4,0%)    |
| Азијати           | 53 (1,3%)     | 169 (3,0%)    |
| Хиспаноамериканци | 92 (2,3%)     | 205 (3,7%)    |
| Укупно            | 4.059         | 5.554         |